# Gordo, Alabama
Gordo là một thị trấn thuộc quận Pickens, tiểu bang Alabama, Hoa Kỳ. Dân số năm 2009 là 1521 người, mật độ đạt 181 người/km².